# Maasgouw
La commune de Maasgouw est une commune des Pays-Bas de la province du Limbourg néerlandais.
Maasgouw a été créée le 1er janvier 2007 par la fusion des communes de Heel, de Maasbracht, et de Thorn.

## Localités
Beegden, Brachterbeek, Heel, Linne, Maasbracht, Ohé en Laak, Panheel, Stevensweert, Thorn et Wessem.